# Oscar K. Rice
Oscar Knefler Rice (* 12. Februar 1903 in Chicago; † 7. Mai 1978 in Chapel Hill (North Carolina)) war ein US-amerikanischer Chemiker.

## Leben
Rice verlor mit sechs Monaten seinen Vater und wurde von Mutter und Tante erzogen, die ihm trotz beschränkter finanzieller Möglichkeiten (die Mutter arbeitete als Sekretärin) das Studium ermöglichten. Er studierte Chemie an der University of California, Berkeley mit dem Bachelor-Abschluss 1924 und der Promotion 1926. Danach forschte er in Berkeley und am Caltech, war 1929/30 als Fellow des National Research Council an der Universität Leipzig (am Institut für Theoretische Physik bei Werner Heisenberg, Eugene Wigner, Michael Polanyi, Felix Bloch) und 1930 bis 1935 Instructor in Chemie an der Harvard University. 1931 war er Lecturer an der Princeton University. 1935/36 war er wieder in Berkeley und ab Associate Professor und 1943 Professor an der University of North Carolina at Chapel Hill, ab 1959 als Kenan Professor für Chemie. 1975 emeritierte er.
1946/47 war er leitender Chemiker am Oak Ridge National Laboratory. Während des Zweiten Weltkriegs befasste er sich mit dem Abbrennen von Raketentreibstoff. 1968 war er Gastprofessor am Virginia Polytechnic Institute und 1969 am Georgia Institute of Technology.
Er befasste sich mit Physikalischer Chemie. Anfangs mit Theorie von Kolloiden und Oberflächenspannung und in den Anfangsjahren der Quantenmechanik mit der Quantentheorie von Atomen und Molekülen, wobei er eine Theorie chemischer Reaktionsraten entwickelte (RRK-Theorie mit Louis Kassel, Herman Ramsperger, später von Rudolph Arthur Marcus zur RRKM-Theorie erweitert). Später befasste er sich mit der statistischen Mechanik kritischer Phänomene, unter anderem bei supraflüssigem Helium.
1932 erhielt er den zweiten Preis in Reiner Chemie der American Chemical Society (nach Linus Pauling). 1964 wurde er Mitglied der National Academy of Sciences. 1970 erhielt er den Peter Debye Award. 1978 erhielt er postum einen Sc.D. seiner Universität. Er war Fellow der American Physical Society.
Er war seit 1947 verheiratet und hatte zwei aus Deutschland stammende Adoptivtöchter.

## Schriften
- Electronic structure and chemical binding, McGraw Hill 1940
- Statistical mechanics, thermodynamics and kinetics, Freeman 1967
- mit H. C. Ramsperger Theories of unimolecular gas reactions at low pressure, 2 Teile, J. Am. Chem. Soc., Band 49, 1927, S. 1617–1629, Band 50, 1928, S. 617–620
- The quantum theory of quasi-unimolecular gas reactions, Proc. Nat. Acad. Sci., Band 14, 1928, S. 113–118
- Perturbation in molecules and the theory of predissociation and diffuse spectra, Phys. Rev., Band 33, 1929, S. 748–759, Teil 2, Band 35, 1930, 1551–1558
- On the effect of resonance in the exchange of excitation energy, Proc. Nat. Acad. Sci., Band 37, 1931, S. 1187–89, 1551-2